# Мюнхен 1906
Мюнхен 1906 (нем. SC München von 1906) (1906—2008) — немецкий футбольный клуб из мюнхенского района Обергисинг. Он был основан в 1906 году как городской клуб тяжёлой атлетики. В 2008 году был объединён с FC Haidhausen и стал называться SpVgg 1906 Haidhausen. Клуб известен тем, что в нём начинал свою карьеру Франц Беккенбауэр. В Мюнхене под именем SC München von 1906 продолжает действовать клуб тяжелой атлетики.

## История
«Мюнхен 1906» был основан в 1906 году как городской клуб тяжёлой атлетики. В 1927 году в клубе была создана секция футбола. Имея в составе около 500 членов, этот клуб был одной из самых многочисленных спортивных организаций в городе.
В 1930-1940-х годах в клубе играли Рудольф Штайнер и Людвиг Гольдбруннер. В 1951—1959 годах в нём начал свою футбольную карьеру Франц Беккенбауэр.
Клуб добился большего успеха в 1950-х годах, когда он был одной из лучших команд Баварии. В 1955 году команда выиграла чемпионат Мюнхена, обыграв футбольный клуб «Баварию».
Атлетам удавалось десятилетиями оставаться на вершине баварского списка, пока от соревнований не пришлось отказаться из-за проблем с молодыми талантами.
В 2008 году на общем собрании клуба было принято решение передать (объединить) футбольное отделение клуба в клуб FC Haidhausen. Новый футбольный клуб стал называться SpVgg 1906 Haidhausen. В нём, в частности, в 2012—2014 годах играл Кристиан Саба.
По состоянию на 2016 год, клуб тяжёлой атлетики работал в Мюнхене под прежним названием SC München von 1906.